# Rakovnica
Rakovnica é um município da Eslováquia, situado no distrito de Rožňava, na região de Košice. Tem 7,09 km² de área e sua população em 2018 foi estimada em 594 habitantes.

## Demografia
| Ano:        | 1994 | 2004   | 2014   | 2024   |
| ----------- | ---- | ------ | ------ | ------ |
| Broj ljudi: | 602  | 586    | 591    | 570    |
| Razlika:    |      | -2,65% | +0,85% | -3,55% |

| Ano:               | 2023 | 2024   |
| ------------------ | ---- | ------ |
| Número de pessoas: | 577  | 570    |
| Diferença:         |      | -1,21% |